# Das Kaffeehaus
Das Kaffeehaus (Originaltitel: La bottega del caffè) ist eine Prosakomödie in drei Akten von Carlo Goldoni, die im April 1750 entstand und am 2. Mai 1750 in Mantua uraufgeführt wurde.

## Handlung
Ort der Handlung ist ein kleiner Platz, eine Piazzetta in Venedig, an dem ein Spielcasino, eine Herberge und ein Kaffeehaus liegen, das von dem rechtschaffenen Ridolfo geleitet wird, einem ehemaligen Diener, der sich mit Hilfe seines alten Dienstherrn selbstständig gemacht hat.
Um ihn und seine Kunden dreht sich das Stück: um den jungen Kaufmann Eugenio, den Sohn von Ridolfos früherem Brotherren, der sein Vermögen verspielt und seine junge Frau Vittoria vernachlässigt. Daher ist er mit ihr zerstritten. Fortwährend wird er von Flaminio aus Turin, der als Graf Leandro auftritt und dem unerfahrenen Eugenio beim Spielen das Geld abnimmt, betrogen. Die Tänzerin Lisaura, der der falsche Graf Leandro die Ehe versprochen hat, obgleich er mit Placida verheiratet ist, stellt die nächste Handlungsfigur dar. Weitere Akteure sind der geldgierige Spielhöllenbesitzer Pandolfo und schließlich der aufdringliche, geschwätzige Don Marzio, ein neapolitanischer Adliger, der selbst vor Verleumdungen nicht zurückschreckt.
Nach einer beim Spiel durchzechten Nacht kommt Eugenio übelgelaunt ins Kaffeehaus. Er hat wieder einmal alles verloren, ja er muss sogar noch Spielschulden begleichen. In der Notlage springt der gute Kaffeehausbesitzer Ridolfo ein, macht Eugenio aber Vorhaltungen wegen seines liederlichen Lebenswandels. Da erscheint, als Pilgerin verkleidet, die unglückliche Placida, die ihren durchgebrannten Ehemann Flaminio in Venedig vermutet.

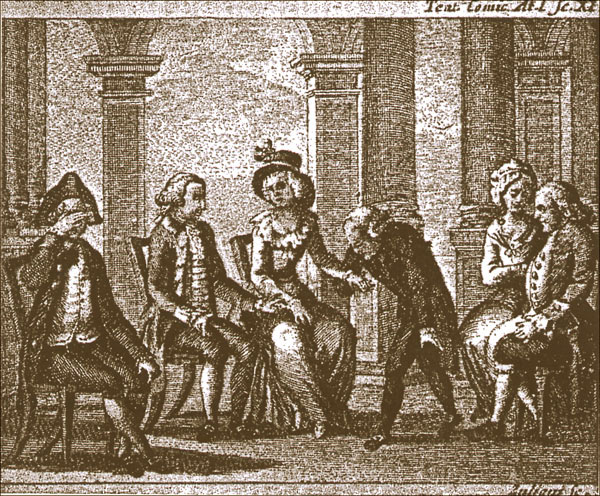
Zeitgenössische Kaffeehausszene des 18. Jahrhunderts

Eugenio bietet ihr seine Hilfe an und bringt sie in der Herberge unter. Inzwischen hat sich auch Vittoria im Schutz eines Maskenkostüms auf die Suche nach ihrem Eugenio gemacht. Mit Schrecken sieht sie, dass dieser ihre Ohrringe an Don Marzio verpfändet hat, der sie nun überall herumzeigt. Der hinzukommende Eugenio erkennt seine maskierte Frau nicht und will sie einladen, worauf sie sich zu erkennen gibt und droht, ihn zu verlassen und ihre Mitgift zurückzufordern. Eugenio ist aber noch lange nicht von seinem Laster geheilt und bald wieder gezwungen, um Geld zu betteln.
Auch diesmal erweist sich der treue Ridolfo als Retter in der Not, obgleich dies nur bewirkt, dass der Unverbesserliche nochmals an den Spieltisch zurückkehrt. Als er nun eine kleine Summe gewinnt, lädt er alle Anwesenden großzügig zum Essen ein. Doch die allgemeine Freude in der Tafelrunde wird durch das Auftreten von Placida gestört, die von draußen die Stimme ihres treulosen Flaminio erkannt hat. Auch die verzweifelte Vittoria erscheint wieder auf der Bildfläche und bietet ihrem Mann mutig die Stirn, als er gegen sie handgreiflich werden will.
In der allgemeinen Verwirrung ist es wieder der gute Ridolfo, der Frieden stiftet und die zerstrittenen Paare aussöhnt. Inzwischen wird der Spielhöllenbesitzer Pandolfo betrügerischer Machenschaften verdächtigt und kann dank der Geschwätzigkeit des Don Marzio überführt werden. Pandolfo landet im Gefängnis; aber der allgemeine Unmut richtet sich nicht gegen ihn, sondern gegen den Denunzianten, der nun, als "Spion" angeprangert, die Stadt unter Schimpf und Schande verlassen
muss.

## Bedeutung im Gesamtwerk Goldonis

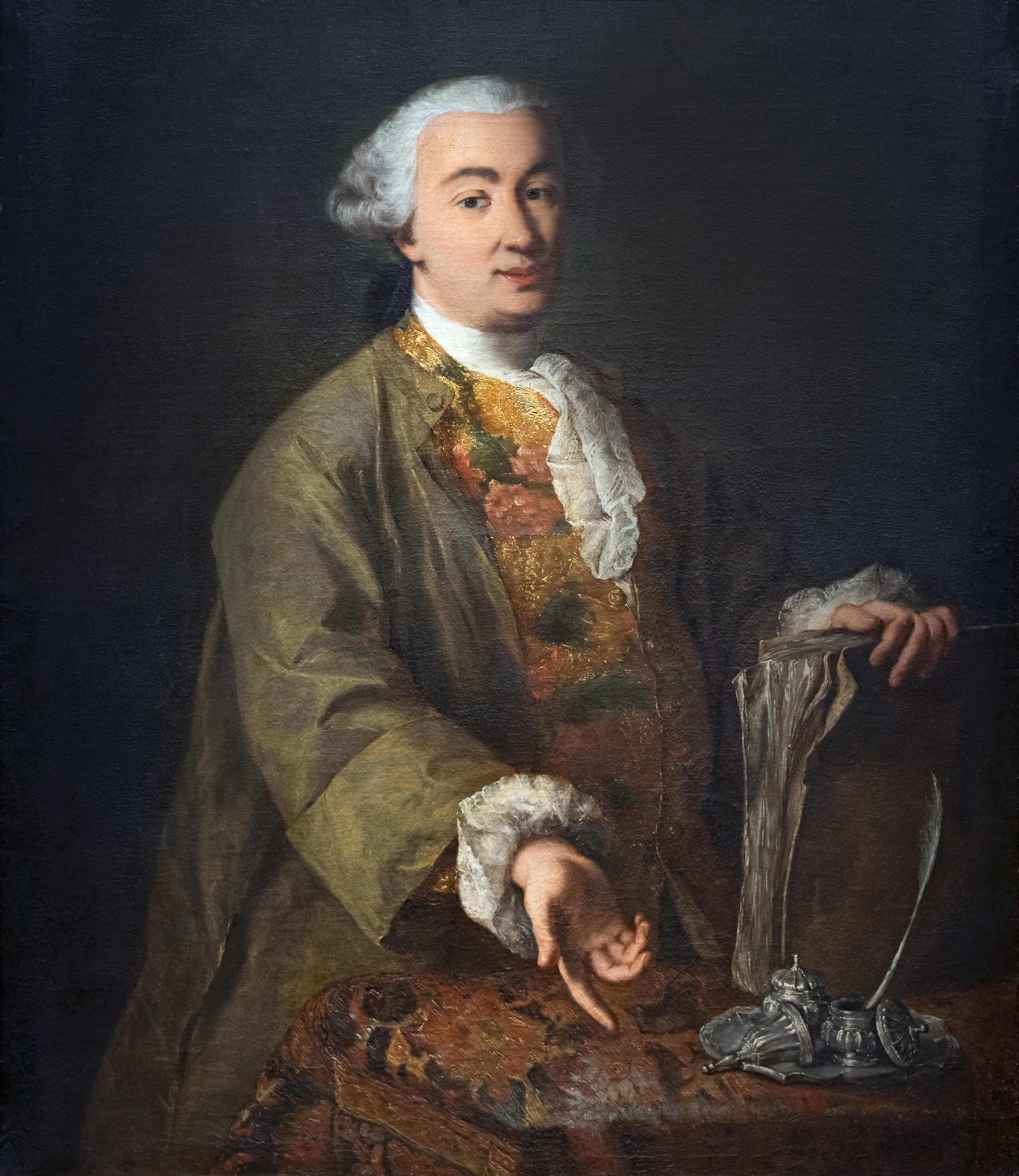
Carlo Goldoni (Porträt von Alessandro Longhi)

Primär ging es Goldoni darum, das farbenfrohe und lebhafte Milieu einer in erster Linie bürgerlichen Gesellschaft vorzustellen. Sein nächstes Ziel war es nach dem mäßigen Erfolg des vorangegangenen Stückes (in der Übersetzung des 18. Jahrhunderts Die rachsüchtigen Weiber, gemeint ist aber wohl Damenklatsch, I pettegolezzi delle donne) die „Einheit des Ortes“ zu wahren, obwohl er weiterhin an seinem Erfolg zweifelte:
„Diesesmal werden die unerbittlichen Kunstrichter wohl mit mir zufrieden seyn müssen; aber werden sie es auch mit der Einheit der Handlungen seyn? Werden sie nicht finden, daß der Stoff des Stücks zusammengesetzt, und das Interesse getheilt ist?“ Er selbst sah sich als glücklich an, weil es ihm gelungen sei, mehrere Handlungen an einem Ort in eine wesentliche Verbindung zu setzen.
Johannes Hösle ordnete Carlo Goldoni in diesem Zusammenhang folgendermaßen ein: „Der Venezianer hat zwar nur selten wie die großen französischen Aufklärer polemisch und engagiert zu den gesellschaftlichen Fragen und Konflikten seiner Zeit Stellung genommen, aber er hat sie wie nur wenige andere in Bühnenhandlung umgesetzt.“ Auch Hermann Wiegmann sah Goldoni mit dieser Komödie „als Theatermann durch und durch.“

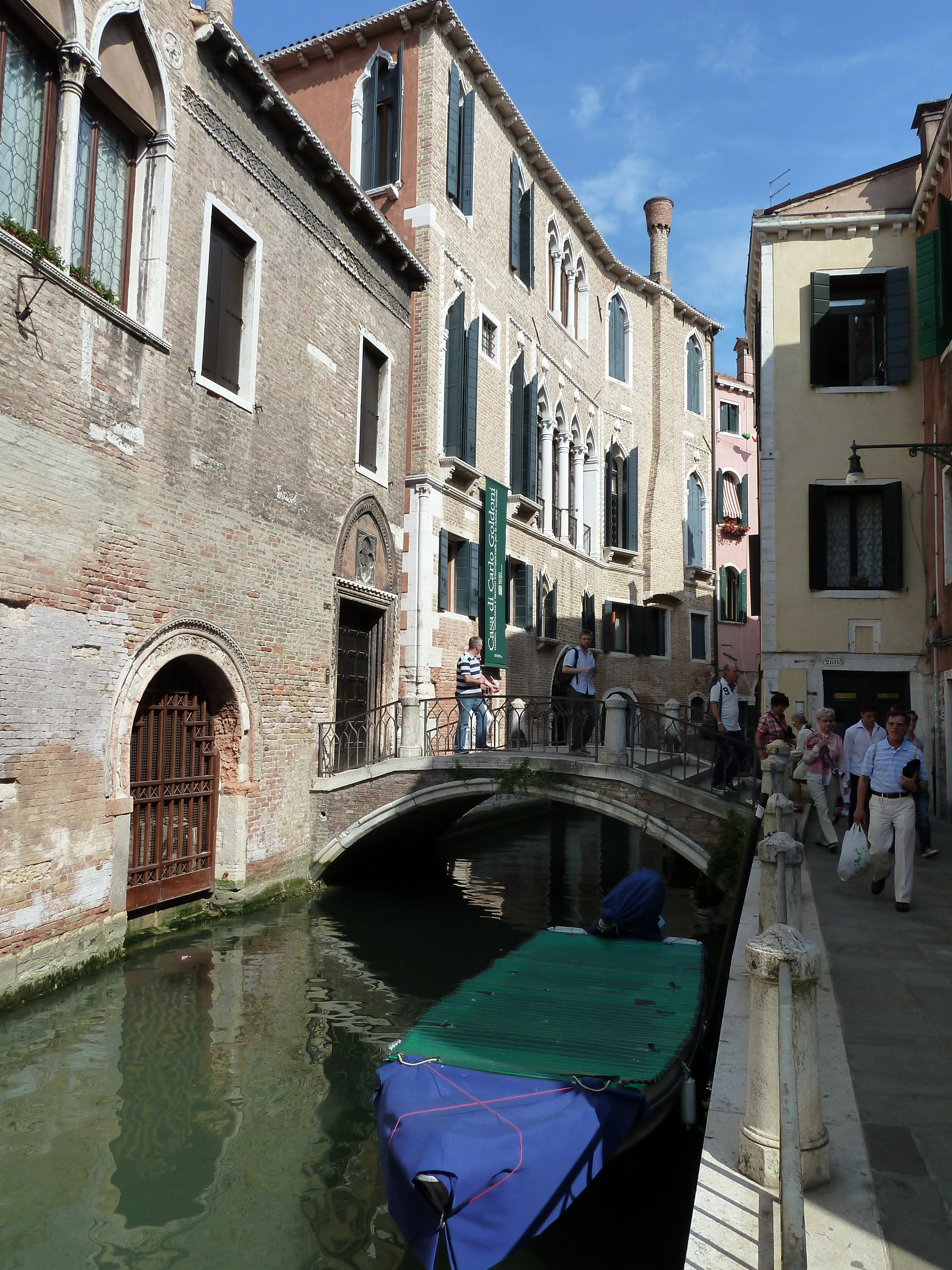
Palazzo Centani, Geburtshaus Goldonis in Venedig

Somit ist Goldoni noch kein moderner Bühnendichter im eigentlichen Sinn, er setzt sich jedoch immer kritikbewusst mit dem noch eminent vom Adelsdünkel geprägten sozialen Klima seiner Geburtsstadt Venedig auseinander.
Goldoni selbst war von dem Erfolg seines Stücks angetan: „Dieses Lustspiel erhielt einen glänzenden Beyfall: die Vereinigung und der Contrast der Charaktere konnten ihre Wirkung nicht verfehlen. Der Charakter des Verläumders wurde auf mehrere bekannte Personen ausgedeutet.“ Eine dieser Personen hätte sich besonders ihm gegenüber entrüstet und ihm gar mit einem Duell gedroht. Da man allerdings eher neugierig auf die von Goldoni versprochenen 16 Stücke in einem Jahr war, schenkte der vermeintlich Beleidigte ihm „großmütig“ das Leben.
Hintergrund dieser Aussage Goldonis war seine „Tour de force“, als er in der Spielzeit 1750/51 seinem Impresario Medebach vertraglich die Inszenierung von 16 neuen Stücken am Teatro Sant’Angelo zusagte – darunter einige seiner besten Werke, neben dem besagten La bottega del caffè auch Il bugiardo (Der Lügner).

## Rezeption
Bereits Gotthold Ephraim Lessing empfand, dass Voltaire bei seinem Stück Das Kaffeehaus oder die Schottländerin deutliche Anleihen bei Goldoni gemacht habe, so sei Don Marzio das „Urbild des Frélon“. Wäre Marzio jedoch lediglich ein „bösartiger Kerl“, so sei Frélon „zugleich ein elender Skribent“, den Voltaire von einem ihm selbst verhassten Journalisten ähnlichen Namens abgeleitet habe. In der modernen sozialen Analyse der Rolle des Don Marzio kann man jedoch auch folgern, dass dieser durch die „Enteignung der Sprache“ zum „primär zerstörerischen Motor der Handlung“ wird, ohne den jedoch das Stück seine Auflösung nicht erfahren würde.

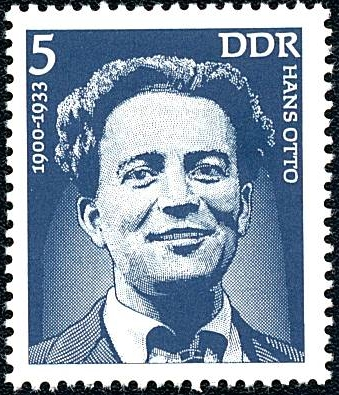
Hans Otto, Briefmarke der DDR, 1975

Dino Buzzati ließ in seinem Roman Un amore (1964) La bottega del cafe
eine bewusste Würdigung erfahren: Als Antonio Laide in ihrer Wohnung besuchen will, trifft er diese nicht an. Um sich die Zeit zu vertreiben, blättert er kurz in einem Topolino-Comic und schaut sich im Fernsehen das besagte Stück an.
Antonella Wittschier sieht dann auch die Parallelen beider Werke. „Das Venedig des Settecento und die Metropole Mailand des Novecento liegen zudem auf einer (...) oberitalienischen Achse der Dominanz, der Progressivität und der Zukunft.“ Indem Buzzati für seinen Protagonisten Antonio Dorigo die Darstellungsform des populären Fernsehens wählt, setzt er gleichsam ein literarisches Signal für die Moderne.
Deutschsprachige Schauspieler, die mit den Rollen des Stückes besonderen Erfolg hatten, waren beispielsweise Hans Otto Mitte der 1920er Jahre als Eugenio bei den Kammerspielen in Hamburg, der Charakterdarsteller Erich Fiedler als Graf Leandro während der 1930er Jahre im Ensemble der Komischen Oper in Berlin oder Margit Carstensen 1969 in der Rolle der Vittoria. Weitere Darsteller, die in ihrer Vita ausdrücklich auf ihre Rolle darin verweisen, sind Michael Dangl, Nicolaus-Johannes Heyse, Winfried Hübner und Uwe-Karsten Koch.
In der Fotografie und Plakatkunst regte das Stück 1970 Frieder Grindler für das Tübinger Zimmertheater in Anlehnung an die von John Heartfield entwickelte Bildsprache zu einer drastischen Foto-Realmontage an, bei der bei einem Close-up eines weiblichen Mundes die tropfende Tülle einer Kaffeekanne herausragte. Bei einer Ausstellung im Museum Folkwang in Essen im Mai 2011 wurde dieses Bild im Rahmen einer Ausstellung zur Plakatkunst Frieder Grindlers und Volker Pfüllers besonders hervorgehoben.

## Adaptionen

Rainer Werner Fassbinder

Eine erste Fernsehadaption erfolgte im deutschsprachigen Raum 1964 durch Hermann Leitner, in der Christian Wolff den Eugenio verkörperte, Monika Peitsch die Vittoria und Hans Clarin die Nebenrolle des Trappolo.
Rainer Werner Fassbinder adaptierte das Stück in der Folge seiner Antiteater-Konzeptionen sowohl für die Bühne als auch für das Fernsehen. Das Stück erfuhr in der modernisierten Inszenierung von Fassbinder und Peer Raben im September 1969 am Schauspielhaus Bremen mit Darstellern aus Bremen und der Antiteater-Gruppe insbesondere eine Umdeutung der Rolle des Don Marzio, der bei ihm mehr zu einer melancholischen Figur im Stile Arthur Schnitzlers wurde. Das Stück bildete die Basis für die Fernsehproduktion, die auf Video in einem Studio des WDR in Köln im Februar 1970 aufgenommen wurde. Es war somit Fassbinders sechster Spielfilm. Mitwirkende der Fernsehinszenierungen waren Margit Carstensen (Vittoria), Ingrid Caven (Placida), Hanna Schygulla (Lisaura), Kurt Raab (Don Marzio), Harry Baer (Eugenio), Günther Kaufmann (Leander), Peter Moland (Pandolfo) und Peer Raben (Ridolfo). Ausgestrahlt wurde die Produktion erstmals am 18. Mai 1970 auf WDR 3 (weitere Sendungen im Hessischen Rundfunk und im Bayerischen Rundfunk folgten) und nach Italien, Polen, Frankreich und in die Vereinigten Staaten verkauft.
Neu inszeniert wurde Fassbinders Theateradaption im Vorfeld von Goldonis 300. Geburtstag 2006 im Rahmen der 38. Biennale di Teatro in Venedig im Teatro delle Tese Vergini durch Ferdinando Bruni und Elio de Capitani.